# Siège de Constantinople (821-823)
Pour les articles homonymes, voir Siège de Constantinople.

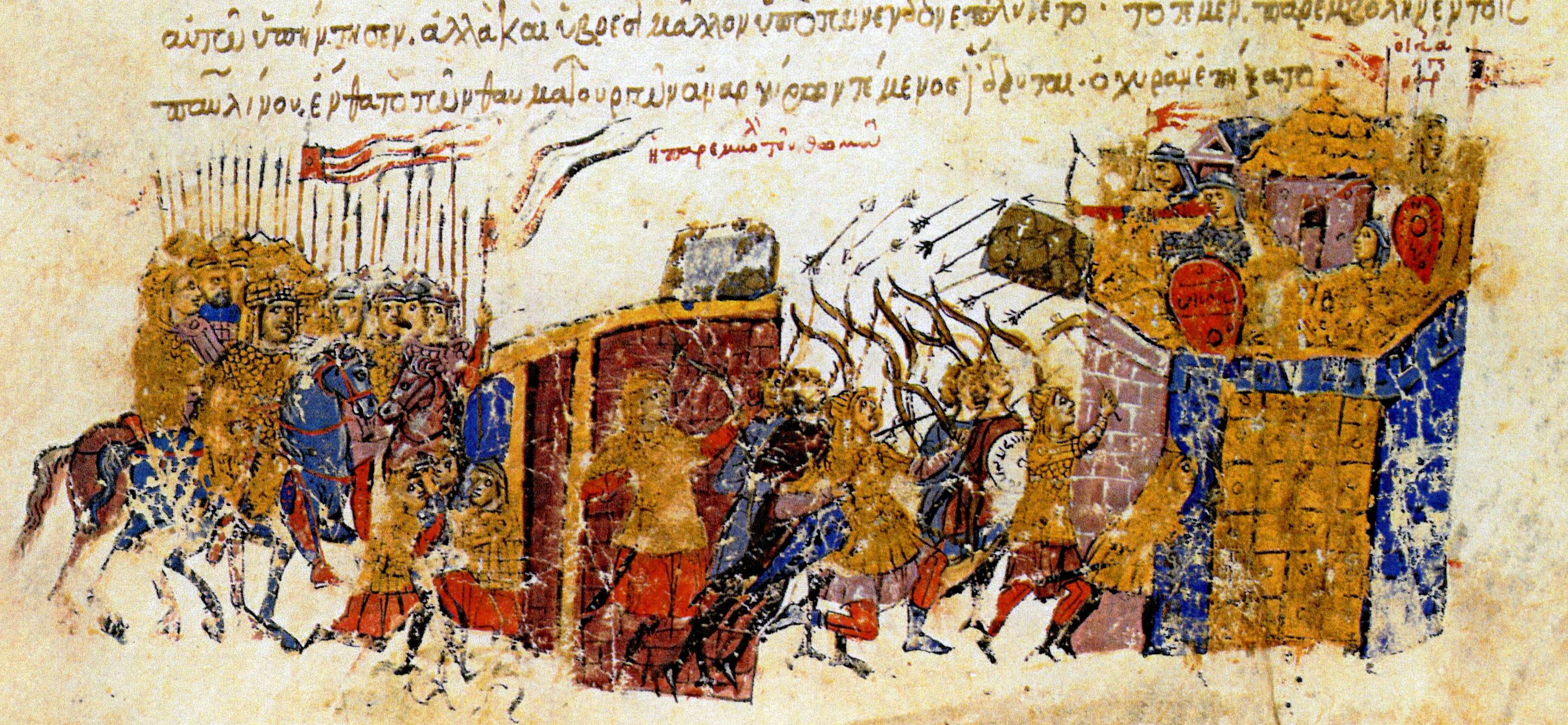
Troupes de Thomas le Slave à l'attaque de Constantinople (illustration de la Chronique de Skylitzès).

Le siège de Constantinople en 821-823 par le général Thomas le Slave est un épisode de la rivalité entre Thomas et le nouvel empereur Michel II.
Avec le soutien du calife Al-Mamoun, Thomas le Slave envahit l'Empire au printemps 821 ; en l'espace de quelques mois seules deux régions en Asie Mineure restent fidèles à Michel II. En décembre 821, il assiège Constantinople.
Thomas le Slave n'est pas en mesure de faire une brèche dans les murs de la cité, et doit se replier en raison de la météo et d'une attaque de l'armée bulgare (le khan bulgare Omourtag avait conclu en 815 une paix de trente ans avec Byzance).
Il perd l'ultime confrontation face à Michel II dans son dernier bastion d'Andrinople.
Thomas le Slave meurt supplicié en octobre 823.